# Jim Keltner

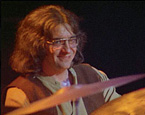
Jim Keltner, 1971

Jim Keltner (* 27. April 1942 in Tulsa, Oklahoma) ist ein US-amerikanischer Schlagzeuger und Perkussionist, der zu den stilistisch versiertesten und meistaufgenommenen Sessiondrummern der Welt zählt.

## Werdegang
Jim Keltner begann als Jazz-Schlagzeuger und interessierte sich erst nach der British Invasion für Rhythm & Blues, Rock und Folk. Seine erste Aufnahme machte er 1965 mit Gary Lewis and the Playboys. Namentlich erwähnt wurde er erstmals auf Gábor Szabós Album Bacchanal aus dem Jahr 1968. Seine von Leon Russell veranlasste Mitwirkung beim Album Accept No Substitute von Delaney & Bonnie etablierte Keltner 1969 als Studiomusiker der LA-Szene. Joe Cocker engagierte Keltner und den Großteil der Musiker von Delaney & Bonnie für Mad Dogs & Englishmen.
Dies führte zu weiteren Verpflichtungen auf wichtigen und stilprägenden Alben der Jahre 1970 bis 1972: u. a. Carly Simon (Anticipation), Barbra Streisand (Barbra Joan Streisand), Booker T. Jones (Booker T. & Priscilla), George Harrison (The Concert for Bangladesh) und John Lennon (Imagine). Fortan gehörte Keltner neben Hal Blaine und Jim Gordon zu den gefragtesten Sessiondrummern in Los Angeles der 1970er Jahre.
Als Studiomusiker spielte er mit Musikern und Bands wie Elvis Presley, Jerry García, der Plastic Ono Band, Eric Clapton, John Lennon, Yoko Ono, Ringo Starr, Joe Cocker, George Harrison, den Rolling Stones, Ron Wood, Bill Wyman, Mick Jagger, Keith Richards, Charlie Watts, Bob Dylan, Joni Mitchell, Brian Wilson, Neil Young, Crowded House, Fiona Apple, Elvis Costello, Ry Cooder, Pink Floyd, Steely Dan, John Mayer und vielen anderen.
Er war Mitglied von Little Village und begleitete Joe Cocker, Bob Dylan, Neil Young und Simon & Garfunkel auf diversen Tourneen. Am 29. November 2002 nahm er am Gedenkkonzert für George Harrison in der Royal Albert Hall teil. Als Mitglied der Allstar-Band Traveling Wilburys war er auf beiden Alben zu hören sowie auch in einigen Musikvideos zu sehen. Im Dokumentationsfilm zum ersten Album wurde Keltner als „Buster Sidebury“ vorgestellt. Infolge seiner früheren Zusammenarbeit mit Klaus Voormann, etwa beim Concert for Bangladesh, war er auch beim Voormann-Album A Sideman’s Journey dabei.
Jim Keltners Stil ist geprägt von Rhythm & Blues. Einfache und kraftvolle Grundmuster werden mit einer lockeren, oft frei wirkenden Phrasierung variiert. Eine Spezialität von Jim Keltner ist es, Akzente an ungewöhnlichen, manchmal auch wechselnden Stellen des Metrums zu setzen. Der Rolling Stone listete ihn 2016 auf Rang 38 der 100 größten Schlagzeuger aller Zeiten.

## Diskographie (Auswahl)
- J. J. Cale – Shades (1981), Number 8 (1983), Travel Log (1990), Closer to You (1994)
- Charlie Watts Jim Keltner Project (2000)
- Eric Clapton – From the Cradle (1994)
- Joe Cocker – Mad Dogs & Englishmen (1970)
- Ry Cooder – Bop till You Drop (1979), The Slide Area (1982), Get Rhythm (1987), Chavez Ravine (2005), My Name Is Buddy (2007)
- Ry Cooder, Manuel Galbán – Mambo Sinuendo (2003)
- Sheryl Crow – Sheryl Crow (1996)
- Lana Del Rey – Watercolor Eyes (2022, Single), Did You Know That There’s a Tunnel Under Ocean Blvd (2022, Single)
- Bob Dylan – Pat Garrett & Billy the Kid (1973), Saved (1980), Time Out of Mind (1997)
- Ibrahim Ferrer – Buenos Hermanos (2003)
- Bill Frisell – Gone Just Like a Train (1998); Good Dog, Happy Man (1999)
- George Harrison – Cloud Nine (1987), Brainwashed (2002)
- John Lee Hooker – Mr Lucky (1991)
- Rickie Lee Jones – Traffic from Paradise (1993)
- B. B. King – B.B. King in London (1971)
- John Lennon – Imagine (1971), Mind Games (1973), Walls and Bridges (1974)
- Old Crow Medicine Show – Tennessee Pusher (2008)
- Pink Floyd – A Momentary Lapse of Reason (1987)
- Lionel Richie – Back to Front (1992)
- The Rolling Stones – Blue & Lonesome (2016), Nr. 8 Hoo Doo Blues (Perkussion)
- Barbra Streisand – Barbra Joan Streisand (1971)
- Gábor Szabó – Bacchanal (1968), Femme Fatale (1981)
- Traveling Wilburys – Vol. 1 und Vol. 3 (1988–1990)
- Lucinda Williams – West (2007)
- Neil Young – Silver & Gold (2000)
- Neil Young – Peace Trail (2016)